# اینترپل
پلیس بین‌الملل یا اینترپل (به انگلیسی: Interpol)، سازمانی بین‌المللی است که برای مبارزه با مجرمان بین‌المللی و برقرار کردن امنیت عمومی کشورهای عضو سازمان به وجود آمده است. اینترپل نام کوتاه سازمان بین‌المللی پلیس جنایی (به انگلیسی: International Criminal Police Organization) است که در سال ۱۹۲۳ در وین پایتخت اتریش ایجاد شد. اهداف اصلی این سازمان، همکاری بین پلیس کشورهای عضو و هماهنگ‌کردن مراجع قضایی این کشورها برای مبارزه با مجرمان و جرم‌های بین‌المللی است. مقر این سازمان اکنون در شهر لیون فرانسه است. این سازمان پس از سازمان ملل متحد بزرگ‌ترین سازمان بین‌المللی است.

## تاریخچه
در سال ۱۹۱۴ آلبرت یکم شاهزاده موناکو اجلاسی ترتیب داد که طی آن، سران پلیس، قاضیان و حقوق‌دان‌های ۲۴ کشور در موناکو، طرح تشکیل سازمان بین‌المللی پلیس جنایی را تصویب کردند. اما با شروع جنگ جهانی اول، این طرح متوقف شد. پس از پایان جنگ، در پاییز ۱۹۱۹ روسای پلیس هفت کشور اتریش، آلمان، فرانسه، دانمارک، مصر، مجارستان و یونان در وین برای پیگیری مصوبات اجلاس موناکو گرد هم آمدند و سرانجام این سازمان در ۱۹۲۳ تشکیل و وین به عنوان مرکز دبیرخانهٔ این سازمان تعیین شد. از آن پس تا سال ۱۹۲۸ پلیس ۳۴ کشور به این سازمان پیوستند.
با شروع جنگ جهانی دوم، فعالیت‌های این سازمان متوقف شد. پس از جنگ و با افزایش آمار جرم و برهم خوردن نظم کشورها، در سال ۱۹۴۶ اجلاسی با شرکت ۱۹ کشور در بروکسل، پایتخت بلژیک برگزار شد. در بیست و پنجمین جلسه مجمع عمومی که در وین و در سال ۱۹۵۶ برگزار شد، اساسنامه و مقررات سازمان پلیس بین‌الملل به تصویب رسید. طبق این اساسنامه و به جهت حفظ استقلال آن، اینترپل از هرگونه دخالت و پیگیری در امور سیاسی، مذهبی، نظامی و نژادی منع شده است. مقر سازمان تا ۱۹۸۹ در شهر پاریس بود و پس از آن به شهر لیون فرانسه منتقل شد.

## زبان‌های رسمی
زبان‌های رسمی سازمان، از ابتدا زبان انگلیسی، زبان فرانسوی و زبان اسپانیایی بوده است. در سال ۱۹۸۹ میلادی با درخواست کشور کویت، زبان عربی نیز به مجموعه زبان‌های رسمی این سازمان افزوده شد. علت این‌کار، افزایش عضویت کشورهای عربی‌زبان در این سازمان ذکر شده است.

## وظایف
اینترپل در سال ۲۰۱۳ بودجه‌ای برابر ۷۸ میلیون یورو داشته که از طریق کمک‌های کشورهای عضو تهیه شده است. تمرکز اصلی اینترپل بر امنیت عمومی، تروریسم، جنایات سازمان یافته، جنایت جنگی، پول‌شویی، جرایم سایبری، جرائم مالکیت فکری، قاچاق اسلحه و مواد مخدر است. مهم‌ترین وظایف این سازمان به شرح زیر است:
- انجام کلیه امور پلیسی در سطح دنیا
- تهیه بانک اطلاعاتی از اطلاعات واصله از کشورهای عضو در زمینه‌های مختلف از جمله سیاهه مجرمان بین‌المللی، اتومبیل‌های مسروقه، اموال فرهنگی مسروقه، شگرد مجرمان و غیره
- برگزاری سمینارها و کنفرانس‌های بین‌المللی در زمینه‌های فنی و تخصصی پلیسی
- تدوین و صدور بولتن‌های تخصصی در زمینه جرائم بین‌المللی
- ایجاد ارتباط و هماهنگی با مراجع قضایی کشورها در رابطه با مجرمان متواری از کشوری به کشور دیگر
- استرداد مجرمان
- پیشگیری و کشف سرقت‌ها نظیر سرقت اتومبیل، آثار هنری، بانک، سرقت مسلحانه و غیره
- مبارزه با مواد مخدر (کشت، تولید، قاچاق، ترافیک و مسیرهای ترانزیت)
- کشف موارد جعل مدارک هویت (گذرنامه، روادید و سایر مدارک)
- کشف جعل اسکناس
- اقدام برای یافتن گمشدگان بین‌المللی
- شناسایی اجساد کشف شده
- تعقیب بین‌المللی
- ردیابی و شناسایی افراد مورد تقاضا
- ایجاد ارتباط سریع و آنی با کشورهای عضو
- فراهم ساختن امکان مسافرت افسران تحقیق در پرونده‌های تحت پیگرد به کشوری که متهم یا متهمان به آنجا متواری شده‌اند.
- هر چیزی که مورد مراجعه مراجع انتظامی داخلی کشورها قرار می‌گیرد (در صورتی که به خارج از کشور مربوط باشد).

## تشکیلات
اینترپل دارای شش نهاد است که عبارتند از:
- مجمع عمومی
- کمیته اجرایی
- دبیرخانه مرکزی
- دفترهای ملی مرکزی
- هسته مشاوران
- کمیسیون بررسی پرونده‌های اینترپل

### مجمع عمومی
عالی‌ترین نهاد اینترپل، مجمع عمومی است. این مجمع هر سال در یکی از کشورهای عضو تشکیل می‌شود. برخی از وظایف این نهاد عبارتند از: اجرای اساسنامه، تصویب برنامه‌های سالانه و یافتن روش‌های مناسب برای رسیدن به اهداف سازمان.

#### روسای مجمع عمومی
| رئیس مجمع عمومی | کشور     | سال‌های فعالیت  |
| --------------- | -------- | -------------- |
| اسکار درسلر     | اتریش    | (۱۹۲۳ تا ۱۹۴۶) |
| لوئیس داکلوکس   | فرانسه   | (۱۹۴۶ تا ۱۹۵۱) |
| مارسل سیکات     | فرانسه   | (۱۹۵۱ تا ۱۹۶۳) |
| ژان نیپوت       | فرانسه   | (۱۹۶۳ تا ۱۹۷۸) |
| آندره باسارد    | فرانسه   | (۱۹۷۸ تا ۱۹۸۵) |
| ریموند کندال    | بریتانیا | (۱۹۸۵ تا ۲۰۰۰) |
| رونالد نوبل     | آمریکا   | (۲۰۰۰ تا ۲۰۱۲) |
| میرل بالستراتزی | فرانسه   | ۲۰۱۲ تا ۲۰۱۶   |

### کمیته اجرایی
این کمیته از رئیس سازمان، دو معاون او و پانزده نفر عضو تشکیل شده است. برخی از وظایف آن عبارتند از: تهیه برنامه و دستور کار مجمع عمومی، نظارت بر کار دبیرخانه و پیش‌بینی بودجه و مخارج سازمان. این نهاد موظف است حداقل سالی یک بار تشکیل جلسه بدهد.

### دبیرخانه مرکزی
از تشکیلات دائمی سازمان است که ریاست آن بر عهده دبیرکل سازمان است. اجرای برنامه‌های تصویب شده در مجمع عمومی و کمیته اجرایی و اعلام مهم‌ترین جرم‌های بین‌المللی و آمار آن، از وظایف این نهاد است. نتایج اجلاس پلیس بین‌الملل، ریشه‌یابی و تحقیق در مورد جرم‌ها در نشریه‌های گوناگون این نهاد منتشر و برای اعضا ارسال می‌شود.

### دفتر ملی مرکزی
در هریک از کشورهای عضو نهادی با این نام تأسیس می‌شود. این نهاد از یک سو با دبیرخانه مرکزی و مراکز منطقه‌ای در ارتباط است و از سوی دیگر با دفاتر ملی مرکزی دیگر کشورها مربوط است. مکاتبه‌های اولیه برای جستجوی متهم یا مجرم فراری، تعیین هویت او، ردیابی، شناسایی، دستگیری و استرداد مجرمان به کشور محل وقوع جرم، بر عهده این نهاد است.

### هسته مشاوران
این هسته متشکل از گروهی از استادان دانشگاه و متخصصان رشته‌های مختلف است که از سوی کمیته اجرایی برای مدت سه سال انتخاب می‌شوند. وظیفه این مشاوران، کمک به اینترپل در حل مسائل تخصصی و علمی است.

### کمیسیون بررسی پرونده‌های اینترپل
این کمیسیون، یکی از بخش‌های مستقل سازمان است که سه وظیفه زیر را بر عهده دارد: ۱. بررسی وضعیت پردازش اطلاعات شخصی و مطابقت آن با قوانین و مقررات سازمان ۲. دادن مشاوره به اینترپل در مورد پروژه‌های سازمان، عملیات‌ها و هر مشکلی که دربارهٔ وضعیت اطلاعات شخصی افراد وجود داشته باشد ۳. پردازش درخواست‌های مربوط به پرونده‌های موجود در اینترپل.

## اعلامیه‌های بین‌المللی
این اعلامیه‌ها، بخش‌نامه‌هایی بین‌المللی هستند که توسط دفاتر ملی مرکزی در کشورهای مختلف تهیه شده و به دبیرخانه مرکزی فرستاده می‌شود. دبیرخانه مرکزی این مستندات را برای تمامی کشورهای عضو می‌فرستد. این اعلامیه‌ها شامل اطلاعات جامعی در مورد تبهکاران و مجرمان بین‌المللی با ذکر مشخصات هویتی، شگردهای کار، عکس و آثار انگشتان است و به کشورهای عضو کمک می‌کند تا ورود و خروج این مجرمان را کنترل کنند. کلیه اعلان‌های اینترپل به چهار زبان رسمی سازمان منتشر می‌شود و حاوی مشخصات هویتی فرد تحت پیگرد، اطلاعات راجع به جوانب قضایی جرم ارتکابی و اقداماتی که از سوی اداره اینترپل یا نیروی پلیس کشوری که فرد تحت پیگرد در آنجا پیدا می‌شود، باید انجام گیرد، است. این اعلامیه‌ها بسته به حساسیت محتوایی و موضوع، به چند دستهٔ زیر تقسیم می‌شوند:

### اعلان آبی
اعلان آبی (به انگلیسی: Blue Notice) یا استعلام: در زمانی صادر می‌شود که فردی تحت نظر پلیس یک کشور باشد و این کشور بخواهد اطلاعات بیشتری راجع به او به دست آورد. در این صورت می‌تواند از دیگر کشورهای عضو و دبیرخانه مرکزی درخواست کند هرگونه اطلاعات جنایی در خصوص فرد مورد نظر در اختیار دارند، ارسال کنند. دریافت این اطلاعات می‌تواند به پلیس کشور مربوط کمک کند تا ارزیابی کاملی در این خصوص به عمل آورده، امکان ارتکاب جرم توسط فرد را پیش‌بینی و از وقوع جرم پیشگیری کند.

### اعلان سبز
اعلان سبز (به انگلیسی: Green Notice) یا هشدار: برای این‌که پلیس کشورهای عضو از وضعیت یک فرد مجرم که محکومیت خود را گذرانده اما ممکن است دوباره در کشورهای دیگر مبادرت به ارتکاب جرم کند، مطلع شوند. معمولاً ادارات اینترپل کشورهای عضو از طریق دبیرخانه کل و با صدور اعلان سبز، نوع ارتکاب جرم، شگرد کار و دیگر اطلاعات لازم در خصوص چنین فردی را به اطلاع همتایان خود می‌رسانند. این افراد ممکن است در چندین کشور مشغول انجام فعالیت‌های جنایی باشند، لذا مبنای صدور این اعلان‌ها، هشدار به کشورهای عضو و امکان بالقوهٔ ارتکاب جرم است.

### اعلان زرد
اعلان زرد (به انگلیسی: Yellow Notice) یا اعلان برای گمشدگان: در خصوص افرادی صادر می‌شود که از محل معمولی خود گم شده و هیچ‌گونه اثری از آن‌ها نیست؛ بنابراین اینترپل از این طریق می‌تواند به خانواده‌های مفقودان کمک زیادی کند. مشخصات دقیق و عکس گمشدگان توسط اینترپل کشور عضو به دبیرخانه مرکزی ارسال و پس از آن، مرجع اخیر با صدور اعلان گمشدگان، مراتب را به کلیه کشورهای عضو اعلام می‌کند.

### اعلان مشکی
اعلان مشکی (به انگلیسی: Black Notice) یا اعلان برای اجساد گمشده: برای زمانی است که پلیس کشوری که این اجساد در آنجا پیدا شده، از طریق اداره اینترپل مربوط از دبیرخانه مرکزی می‌خواهد در این خصوص اقدام بررسی کند. خانواده‌هایی که از نزدیکان خود مدت‌ها بی‌خبر هستند و به دلایل مختلف به کشورهای دیگر مسافرت کرده‌اند، می‌توانند با مراجعه به آرشیو و با ملاحظه عکس‌ها و مشخصات اجساد شناسایی نشده، آن‌ها را شناسایی کنند.

### اعلان قرمز
اعلان قرمز (به انگلیسی: Red Notice) یا اعلان برای افراد تحت پیگرد: با این اعلان می‌توان افرادی را که مرتکب جرم می‌شوند و به کشور یا کشورهای دیگر می‌گریزند را تحت پیگرد بین‌المللی قرار داد. در اعلان قرمز تصریح می‌شود که اداره اینترپل کشوری که فرد تحت پیگرد در آنجا پیدا شود، باید بلافاصله اداره اینترپل کشور درخواست‌کننده و دبیرخانه مرکزی را مطلع کند. از نظر کشورهایی که اعلان قرمز را به موجب نظام قضایی‌شان به رسمیت شناخته‌اند، اعلان قرمز به منزله درخواست دستگیری موقت است؛ لذا اعلان قرمز از این جهت مبنای حقوقی دستگیری فرد تحت پیگرد را تشکیل می‌دهد. به همین دلیل، در اعلان قرمز تأکید می‌شود کشور درخواست کننده، از چه کشورهایی درخواست استرداد متهم را می‌کند.
پلیس بین‌الملل می‌گوید که نام تمام افراد تحت تعقیب در کشورهای مختلف در سایت اینترپل منتشر نمی‌شود، اما «کشور متقاضی است که تصمیم می‌گیرد که آیا اطلاعاتی دربارهٔ فرد تحت تعقیب در دسترس عموم قرار بگیرد یا اینکه این اطلاعات فقط برای مقامات قضایی و انتظامی قابل دسترس باشد.»
به دلیل سوء استفاده گسترده حکومت‌های ناقض آزادی بیان از اعلان قرمز، مدافعان آزادی بیان، خواستار اصلاح سازوکار پلیس بین‌الملل هستند.

#### شرایط لغو اعلان قرمز
به گفته اینترپل معمولاً دلایلی که باعث می‌شود نام افراد از فهرست اعلان قرمز در دسترس عموم حذف شود به قرار زیر است:
- فرد تحت تعقیب دستگیر و به کشور متقاضی عودت داده شده است.
- فرد تحت تعقیب درگذشته باشد.
- کشور متقاضی درخواست گنجاندن نام فرد تحت تعقیب در لیست اعلان قرمز را پس گرفته باشد.
- برای قرار گرفتن نام فرد تحت تعقیب در لیست اعلان قرمز درخواست تجدیدنظر داده شده باشد.
- کشور متقاضی در خواست کرده باشد اطلاعات مربوط به فرد تحت تعقیب از «دسترس عموم» به مقامات قضایی و انتظامی محدود شود.

## اجلاس مجمع عمومی
در ۱۸ نوامبر ۲۰۱۸ هشتاد و هفتمین مجمع عمومی سازمان پلیس بین‌الملل (اینترپل) در امارات متحده عربی در دبی برای انتخاب رئیس اینترپل آغاز شد. یورگن استوک در حاشیه این اجلاس گفت: پس از آنکه منگ هونگوی رئیس پیشین اینترپل در سپتامبر ۲۰۱۸ در سفر به چین دستگیر و ناپدید شد، درحالی‌که معاون وزیر امنیت عمومی چین بود و همزمان رهبری اینترپل را به عهده داشت، ما برای انتخاب رئیس جدید اینترپل اجتماع کردیم، همچنین تصمیم‌گیری کنیم در مورد پذیرش کوزوو به‌عنوان یک عضو کامل اینترپل.

## سوءاستفاده بعضی کشورها از اینترپل
به درخواست دولت ایران در دسامبر ۲۰۰۹ اینترپل نام شهرام همایون مدیر تلویزیون کانال یک و فعال سیاسی مخالف را در اعلان قرمز خود قرار داد.
از آنجایی که اینترپل خود افرادی برای دستگیری افراد ندارد، فقط بین پلیس کشورهایی که عضو این سازمان هستند هماهنگی ایجاد می‌کند تا پلیس کشورها مجرمان را برای همدیگر دستگیر کنند. این ۱۹۰ کشور ممکن است دارای نظام‌های دیکتاتوری یا دموکراسی باشند. برطبق تحقیقات کارشناسان تعداد زیادی از اسامی تحت تعقیب که توسط کشورهایی که خود مشکل حقوق بشر دارند به اینترپل گزارش می‌شوند به دلایل سیاسی صورت می‌گیرند. بر طبق همین تحقیقات حداقل ۱۷ کشور جهان از جمله افغانستان، ایران، چین، پاکستان و ونزوئلا از اعلان‌های قرمز اینترپل بر ضد مخالفان سیاسی و فعالان داخلی خود استفاده می‌کنند

## کشورهای عضو

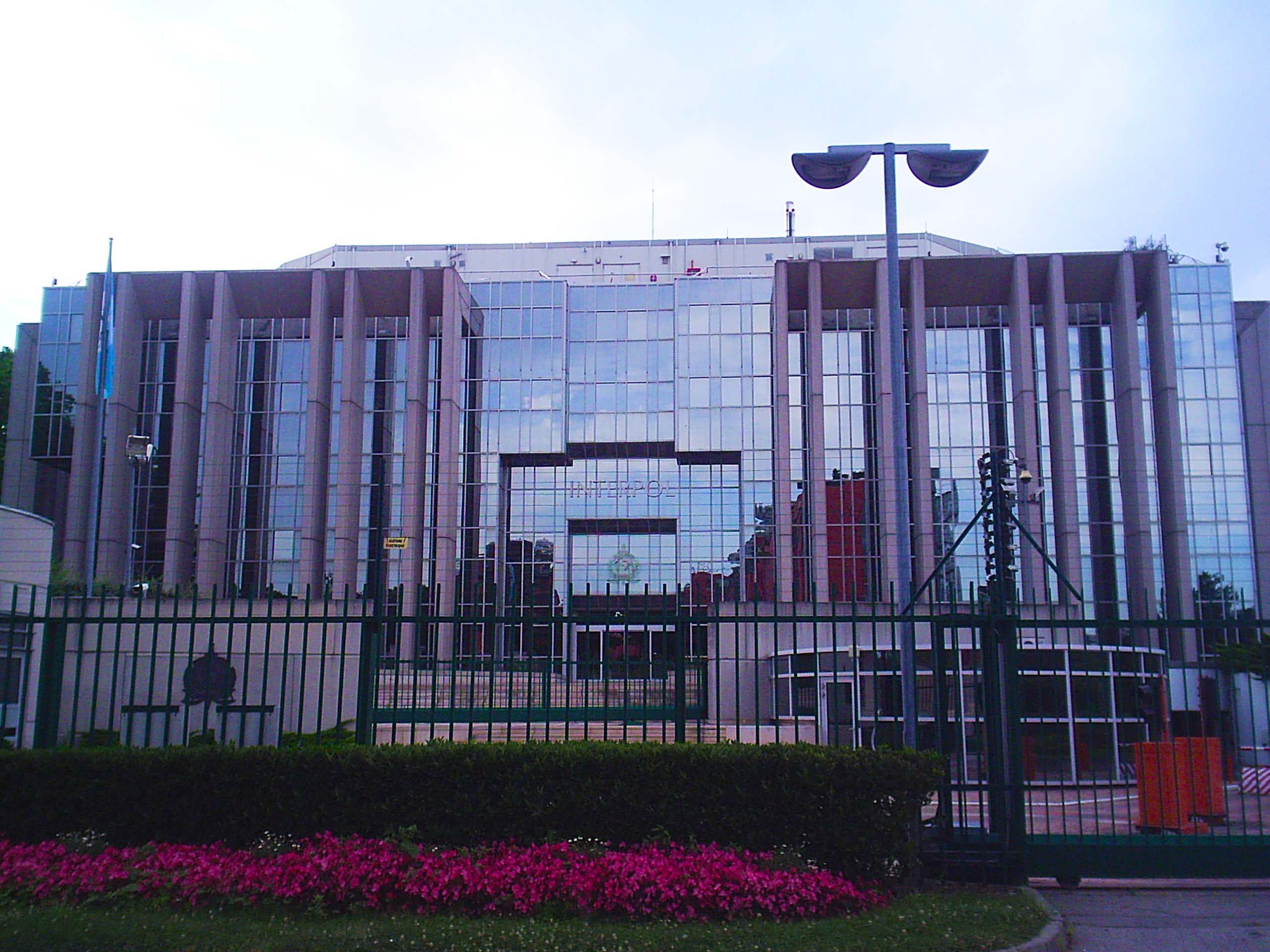
ساختمان اصلی پلیس بین‌الملل

### اعضای رسمی
این پلیس هم‌اکنون (سپتامبر ۲۰۱۷) دارای ۱۹۲ عضو (عضو مستقل) است و اینترپل فقط به این کشورها سرویس می‌دهد. برخی از این اعضا عبارتند از:
 افغانستان
 آلبانی
 الجزایر
 آندورا
 آنگولا
 آنتیگوآ و باربودا
 آرژانتین
 ارمنستان
 آروبا
 استرالیا
 اتریش
 جمهوری آذربایجان
 باهاما
 بحرین
 بنگلادش
 باربادوس
 بلاروس
 بلژیک
 بلیز
 بنین
 بوتان (کشور)
 بولیوی
 بوسنی و هرزگوین
 بوتسوانا
 برزیل
 برونئی
 بلغارستان
 بورکینافاسو
 بوروندی
 کامبوج
 کامرون
 کانادا
 کیپ ورد
 جمهوری آفریقای مرکزی
 چاد
 شیلی
 چین
 کلمبیا
 کومور
 جمهوری کنگو
 جمهوری دموکراتیک کنگو
 کاستاریکا
 ساحل عاج
 کرواسی
 کوبا
 کوراسائو
 قبرس
 جمهوری چک
 دانمارک
 جیبوتی
 دومینیکا
 جمهوری دومینیکن
 تیمور شرقی
 اکوادور
 مصر
 السالوادور
 گینه استوایی
 اریتره
 استونی
 اتیوپی
 فیجی
 فنلاند
  فرانسه
 گابن
 گامبیا
 گرجستان
 آلمان
 غنا
 یونان
 گرنادا
 گواتمالا
 گینه
 گینه بیسائو
 گویان
 هائیتی
 هندوراس
 مجارستان
 ایسلند
 هند
 اندونزی
 ایران
 عراق
 جمهوری ایرلند
 اسرائیل
 ایتالیا
 جامائیکا
 ژاپن
 اردن
 قزاقستان
 کنیا
 کره جنوبی
 کویت
 قرقیزستان
 لائوس
 لبنان
 لتونی
 لسوتو
 لیبریا
 لیبی
 لیختن‌اشتاین
 لیتوانی
 لوکزامبورگ
 مقدونیه شمالی
 ماداگاسکار
 مالاوی
 مالزی
 مالدیو
 مالی
 مالت
 جزایر مارشال
 موریتانی
 موریس
 مکزیک
 مولدووا
 موناکو
 مغولستان
 مونته‌نگرو
 مراکش
 موزامبیک
 میانمار
 نامیبیا
 نائورو
   نپال
 هلند
 نیوزیلند
 نیکاراگوئه
 نیجر
 نیجریه
 نروژ
 عمان
 پاکستان
 فلسطین
 پاناما
 پاپوآ گینه نو
 پاراگوئه
 پرو
 فیلیپین
 لهستان
 پرتغال
 قطر
 رومانی
 روسیه
 رواندا
 سنت کیتس و نویس
 سنت لوسیا
 سنت وینسنت و گرنادین‌ها
 ساموآ
 سائوتومه و پرنسیپ
 عربستان سعودی
 سان مارینو
 سنگال
 صربستان
 سیشل
 سیرالئون
 سنگاپور
 سنت مارتین
 اسلواکی
 اسلوونی
 جزایر سلیمان
 سومالی
 آفریقای جنوبی
 سودان جنوبی
 اسپانیا
 سری‌لانکا
 سودان
 سورینام
 اسواتینی
 سوئد
  سوئیس
 سوریه
 تاجیکستان
 تانزانیا
 تایلند
 توگو
 تونگا
 ترینیداد و توباگو
 تونس
 ترکیه
 ترکمنستان
 اوگاندا
 اوکراین
 امارات متحده عربی
 بریتانیا
 ایالات متحده آمریکا
 اروگوئه
 ازبکستان
  واتیکان
 ونزوئلا
 ویتنام
 یمن
 زامبیا
 زیمبابوه

### کشورهای زیر مجموعه
ساموای آمریکا
 آنگویلا
 برمودا
 جزایر ویرجین انگلستان
 جزایر کیمن
 جبل طارق
 هنگ کنگ
 مونتسرات
 ماکائو
 پورتوریکو
 جزایر تورکس و کایکوس

### کشورهای سازمان ملل بدون عضویت در اینترپل
کره شمالی
 کیریباتی
 ایالات فدرال میکرونزی
 وانواتو
 پالائو
 تووالو

### کشورهایی که اینترپل را به رسمیت شناخته ولی عضو آن نیستند
کوزوو
 جزایر مالتا
 قبرس شمالی
 تایوان

### کشورهایی که به رسمیت شناخته نشده و عضو اینترپل نیستند
آبخاز
 ترانس‌نیستریا
 سومالی‌لند
 اوستیای جنوبی

## پلیس بین‌الملل در ایران
ایران در سال ۱۳۰۱ (۱۹۲۳ میلادی) به عضویت پلیس بین‌الملل درآمد و دفتر این سازمان در تهران تأسیس شد. دفتر ملی مرکزی ایران از سال ۱۳۰۴ فعالیت عملی خود را آغاز کرد. سی و هفتمین اجلاس این سازمان در سال ۱۳۴۷ در تهران برگزار شد. دفتر ملی مرکزی که در ابتدا یکی از بخش‌های شهربانی کل کشور بود، از سال ۱۳۳۵ یکی از بخش‌های اداره تشخیص هویت شد. از سال ۱۳۷۰ و با ادغام شهربانی و ژاندارمری و کمیته انقلاب اسلامی، این دفتر به اداره کل تبدیل شد و زیر نظر معاونت تحقیقات و کشف جرائم نیروی انتظامی قرار گرفت. از مرداد ماه سال ۱۳۷۷ این دفتر با دستور مسئول وقت ناجا، از تابعیت معاونت تحقیقات و کشف جرائم ناجا، به یک ادارهٔ کل مستقل با چهار اداره و چهار دایرهٔ مستقل، تبدیل شد. در حال حاضر اینترپل تهران تنها کانال ارتباطی مراجع انتظامی و قضایی داخل کشور با خارج از کشور است.
یکی از مهم‌ترین فعالیت‌های دفتر پلیس بین‌الملل ایران، مبارزه با مواد مخدر بوده است. به سبب اهمیت این موضوع، هر چند سال یکبار، اجلاسی از سوی واحد مبارزه با قاچاق مواد مخدر پلیس بین‌الملل در یکی از کشورهای عضو برگزار می‌شود. شانزدهمین اجلاس سازمان پلیس بین‌الملل در سال ۱۳۷۳ و با شرکت ۴۳ کشور و ۱۱ سازمان بین‌المللی در تهران برگزار شد و طی آن عالی‌ترین نشان پلیس بین‌المللی برای عملکرد موفق ایران در مبارزه با مواد مخدر به ایران اهدا شد.